# Synodus lucioceps
Synodus lucioceps is een  straalvinnige vissensoort uit de familie van hagedisvissen (Synodontidae). De wetenschappelijke naam van de soort is voor het eerst geldig gepubliceerd in 1855 door Ayres.
De soort staat op de Rode Lijst van de IUCN als niet bedreigd, beoordelingsjaar 2007.